# Karl Peter Faber
Karl Peter Andreas Faber (* 12. August 1773 in Königsberg i. Pr.; † 19. Januar 1853 ebenda) war ein deutscher Archivar und Historiker.

## Leben
Karl Faber besuchte die deutsche reformierte Schule und studierte ab 1790 an der Albertus-Universität Königsberg. 1793 wurde er Auskultator bei der Regierung (Oberlandesgericht). 1795 wurde Faber Geheimer Sekretär beim Etats-Ministerium sowie zweiter Geheimer Archivar am Preußischen Staatsarchiv Königsberg, 1804 expedierender Sekretär bei der Kriegs- und Domänenkammer. 1806 wurde Faber zur russischen Lazarettverwaltung und zu Verhandlungen mit den französischen Stellen beordert, so begleitete er nach dem Frieden von Tilsit den Grafen Alexander Dohna nach Elbing. 
1808 erhielt Faber die erste Archivarstelle. Er bemühte sich, die älteren Bestände des Archivs zu ordnen und veröffentlichte planmäßig wichtige wissenschaftliche Beiträge daraus in dem – auf seine Kosten gedruckten – „Preußischen Archiv“. In den Kriegsjahren 1812–1815 wurde Faber erneut bei der Kriegs- und Domänenkammer verwendet. Erst nach dem Krieg konnte er sich ganz dem Archiv widmen. Nebenamtlich wurde Faber 1818 zum dritten und 1820 zum zweiten Bibliothekar der Universitätsbibliothek berufen.
In seiner Tätigkeit als Archivar erwarb er sich bedeutende Verdienste um die wissenschaftliche Verwertung des Archivs. So wies er durch Veröffentlichung der Briefe Luthers (1811) und Melanchthons (1817) an den Herzog Albrecht mit Nachdruck auf die Bedeutung der Reformation für das geistige Leben in Preußen hin. Wichtig für die Heimatgeschichte sind seine Aufsätze zur preußischen Geschichte und zur Geschichte einzelner Städte in Ostpreußen und Westpreußen (Thorn, Elbing, Preußisch Holland, Pillau und viele weitere) sowie insbesondere sein „Taschenbuch für Königsberg“ (1829) und sein Werk „Die Haupt- und Residenzstadt Königsberg“ (1841).  
1844 erhielt er den Titel Archivrat. Als solcher wurde er 1848 pensioniert, jedoch behielt Faber die Bibliothekarsstelle bis zu seinem Tode.

## Ehrungen
- Die Philosophische Fakultät der Albertus-Universität verlieh ihm 1837 die Ehrendoktorwürde.[1]

## Werke
- Briefe Luthers an Herzog Albrecht (1811).
- Taschenbuch für Königsberg (1829).
- Die Haupt- und Residenzstadt Königsberg (1841).